# 노린 코코란

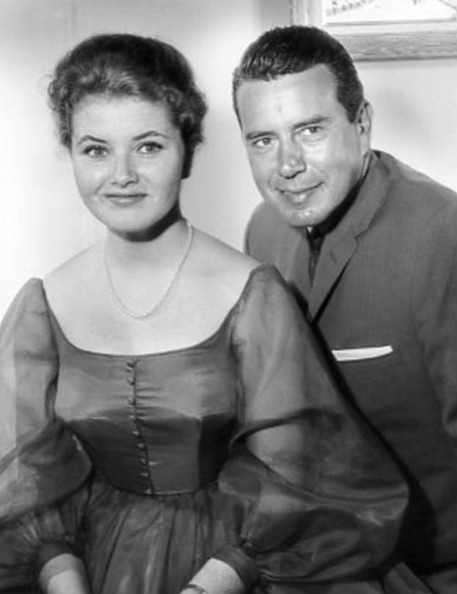

노린 코코란(Noreen Corcoran, 1943년 10월 20일 ~ 2016년 1월 15일)은 미국의 배우, 댄서, 영화배우, 텔레비전 배우, 가수이다.
퀸시에서 태어났으며 밴나이즈에서 사망하였다.

## 영화
- 기젯 로마 가다 (1963년)
- 난폭한 토요일 (1955년)
- 소 디스 이즈 러브 (1953년)
- 아이 러브 멜빈 (1953년)
- 비련의 공주 엘리자베스 (1953년)
- 넬리 (1952년)
- 플리머스 어드벤쳐 (1952년)